# Susanto Megaranto
Susanto Megaranto (* 8. Oktober 1987 in Indramayu, Jawa Barat) ist ein indonesischer Schachspieler.

## Leben
Megaranto gewann drei indonesische Jugendmeisterschaften: U12 1997 in Banda Aceh, U14 1999 in Bekasi und U20 2001 in Denpasar. Bei der U12-Weltmeisterschaft 1999 im spanischen Oropesa del Mar belegte er punktgleich mit dem zweitplatzierten Daniël Stellwagen hinter Wang Yue den geteilten dritten Platz, bei der U14-Weltmeisterschaft 2001 am selben Ort wurde er geteilter Vierter. Im Dezember 2004 gewann er das Masters in Singapur und im Mai 2011 das Zonenturnier in Tagaytay City. Die indonesische Meisterschaft konnte er viermal hintereinander gewinnen: 2006 auf Batam, 2007 in Surabaya, 2009 in Palangka Raya und 2010 in Manado (2008 wurde die Meisterschaft nicht ausgetragen). Dazu gewann er 2009 in Palangka Raya die indonesische Meisterschaft im Schnellschach.
Im Jahr 2002 spielte er beim dritten Platz der indonesischen Nationalmannschaft bei der U16-Schacholympiade in Kuala Lumpur am Spitzenbrett. Er erhielt dort noch zusätzlich eine individuelle Silbermedaille für sein Ergebnis von 7,5 aus 10. Er nahm für Indonesien an sieben Schacholympiaden teil: 2002, 2004, 2006, 2008, 2010, 2012 und 2014 mit einem Gesamtergebnis von 48 Punkten aus 77 Partien (+34 =28 −15), außerdem an den asiatischen Mannschaftsmeisterschaften 2009 und 2012, an den Schachwettbewerben der Asienspiele 2006 in Doha, bei denen er eine individuelle Goldmedaille für sein Ergebnis von 7 aus 9 am zweiten Brett gewann und den Schachwettbewerben der Hallen-Asienspiele 2009.
Bei asiatischen Städtevergleichen spielt er für die Mannschaft von Jakarta, in der chinesischen Mannschaftsmeisterschaft für die Qinhuangdao Evening News. Internationaler Meister ist er seit 2003, die erforderlichen Normen erfüllte er im Juli 2002 bei einem GM-Turnier in Surabaya und bei der indonesischen Meisterschaft 2003 in Jakarta. Zum Großmeister wurde Megaranto 2004 ernannt. Mit 17 Jahren war er der jüngste Großmeister in Indonesiens Schachgeschichte. Den Großmeister-Titel erhielt er für seine Leistung von 9 Punkten aus 14 Partien bei der Schacholympiade 2004. Im Februar 2015 führt er die indonesische Elo-Rangliste der aktiven Spieler an.